# Mistrovství Evropy v judu 1994
Mistrovství Evropy se konalo v Gdaňsku, Polsko, ve dnech 18.-22. května 1994

## Výsledky

### Muži
| Kategorie | Zlato                     | Stříbro                  | Bronz                  | Bronz                    |
| --------- | ------------------------- | ------------------------ | ---------------------- | ------------------------ |
| −60 kg    | Girolamo Giovinazzo (ITA) | Nazim Husejnov (AZE)     | Franck Chambilly (FRA) | Giorgi Revazišvili (GEO) |
| −65 kg    | Vladimir Dračko (RUS)     | Jarosław Lewak (POL)     | Salim Abanoz (TUR)     | Benoît Campargue (FRA)   |
| −71 kg    | Sergej Kosmynin (RUS)     | Patrick Rosso (FRA)      | René Sporleder (GER)   | Bertalan Hajtós (HUN)    |
| −78 kg    | Ryan Birch (GBR)          | Johan Laats (BEL)        | Mark Huizinga (NED)    | Patrick Reiter (AUT)     |
| −86 kg    | Oleg Malcev (RUS)         | Vincenzo Carabetta (FRA) | Adrian Croitoru (ROU)  | Iveri Džikurauli (GEO)   |
| −95 kg    | Paweł Nastula (POL)       | Ray Stevens (GBR)        | Mike Hax (GER)         | Dmitrij Sergejev (RUS)   |
| +95 kg    | David Douillet (FRA)      | Rafał Kubacki (POL)      | Selim Tataroğlu (TUR)  | Frank Möller (GER)       |

### Ženy
| Kategorie | Zlato                      | Stříbro                       | Bronz                        | Bronz                      |
| --------- | -------------------------- | ----------------------------- | ---------------------------- | -------------------------- |
| −48 kg    | Yolanda Solerová (ESP)     | Sylvie Melouxová (FRA)        | Justina Pinheirová (POR)     | Taťjana Kuvšinovová (RUS)  |
| −52 kg    | Larysa Krauseová (POL)     | Alessandra Giungiová (ITA)    | Alexa von Schwichowová (GER) | Deborah Allanová (GBR)     |
| −56 kg    | Jessica Galová (NED)       | Nicola Fairbrotherová (GBR)   | Magali Batonová (FRA)        | Ursula Myrénová (SWE)      |
| −61 kg    | Gella Vandecaveyeová (BEL) | Diane Bellová (GBR)           | Miroslava Jánošíková (SVK)   | Miriam Blascová (ESP)      |
| −66 kg    | Rowena Sweatmanová (GBR)   | Anneliese Anglbergerová (AUT) | Claudia Zwiersová (NED)      | Radka Štusáková (CZE)      |
| −72 kg    | Ulla Werbroucková (BEL)    | Estha Essombeová (FRA)        | Kate Howeyová (GBR)          | Cristina Curtová (ESP)     |
| +72 kg    | Angelique Serieseová (NED) | Beata Maksymowová (POL)       | Svetlana Gundarenková (RUS)  | Raquel Barrientosová (ESP) |